# 李吉春
李 吉春（リ・ギルチュン、朝鮮語: 리길춘）は、朝鮮民主主義人民共和国の政治家。南浦市人民委員会委員長、朝鮮労働党中央委員会委員候補。

## 経歴
出生地や生年月日は不明。1995年5月に南浦市人民委員会副委員長に任命され、2008年には南浦市で開催された北朝鮮とポーランドの修好60周年を記念した写真展の開幕式に出席した。2009年9月には南浦市人民委員会委員長に任命され、2010年4月19日にはエクアドルの都市、エスメラルダスの市長代理との間に親善・交流に関する合意書に署名した。2012年9月に最高人民会議第12期代議員に補選され、2014年3月9日に実施された最高人民会議第13期代議員選挙で代議員に再選された。
2019年3月10日に実施された最高人民会議第14期代議員選挙で代議員に再選され、4月10日に開催された朝鮮労働党中央委員会第7期第4回会議で党中央委員会委員候補に補選された。2020年8月27日に台風8号が朝鮮半島に上陸した際には、朝鮮中央テレビに出演し、南浦市の街頭から被害状況を伝えた。

## 参考サイト
- 북한정보포털

| 先代チョ・タルソン | 南浦市人民委員会委員長2009年 - | 次代現職 |